# Laurence G. Taff
Laurence G. Taff (nacido en 1947) es un astrónomo estadounidense.
Experto en modelos matemáticos, tiene varias publicaciones sobre mecánica celeste. Entre los años 1980 y 1982 descubrió 11 asteroides, uno en colaboración con Dave E. Beatty.

## Publicaciones
- Lutz D. Schmadel (2003). (Google libros) Dictionary of minor planet names (en inglés) (5 edición). Berlin, New York: Springer. p. 992. OCLC 184958390. ISBN 978-3-540-29925-7, ISBN 978-3-540-00238-3.